# Halligbane Dagebøl-Langenæs
Halligbanen er betegnelsen for en cirka ni kilometer lang jernbanestrækning fra Dagebøl gennem vadehavet til halligen Langenæs i Nordfrisland/Sydslesvig. 
Den smalsporede jernbane med en sporvidde på 900 mm blev bygget på en pæledæmning i årene 1925 til 1928. Banen blev anlagt for at myndighederne kunne transportere ballast til kystsikringsarbejder på halligerne Langenæs og Øland. I dag benyttes banen dog også af halligernes beboere, blandt andet for at transportere turisterne til halligerne. Transporten foregår ved hjælp af simple fladvogne - kaldet Loren (≈ tipvogne) - og lokomotiver med maksimalt ti hestekræfter. Kun byggefartøjer der transporterer basaltsten og større maskiner ud til de mange slikgårde har flere hestekræfter. De blev drevet af enten benzin- eller dieselmotorer. Tidligere var der også vogne med sejl. Der findes i alt fire vigespor mellem fastlandet og hallig Øland. 
Længere sydpå findes der en tilsvarende halligbane med en sporvidde på 600 mm fra Lillemosesil til Nordstrand Mor.  